# Хадлер, Ингрид
Ингрид Хадлер (норв. Ingrid Hadler; девичья фамилия Торесен (норв. Thoresen); 12 февраля 1946, Тронхейм) — норвежская ориентировщица, чемпионка мира по спортивному ориентированию.

Победный финиш Ингрид Хадлер на ЧМ 1970, ГДР

Обладательница шести медалей чемпионатов мира по спортивному ориентированию.
На втором чемпионате мира в 1968 году она завоевала серебряную медаль, уступив победительнице Улле Линдквист более пяти минут.
Два года спустя, в 1970 году в ГДР, Ингрид стала чемпионкой на индивидуальной дистанции, оставив фаворитку чемпионата Уллу Линдквист на втором месте.
Четыре раза становилась призёром в эстафете — в 1966, 1968, 1970 и 1974 году.
В 1966 году она становилась чемпионкой под своей девичьей фамилией Торесен (норв. Thoresen).
Замужем за первым чемпионом мира норвежцем Оге Хадлером (норв. Åge Hadler).
В соавторстве с мужем в 1970 году написала книгу об ориентировании «По тропам» (норв. «På tvers av stiene»).